# Шанхайське гето

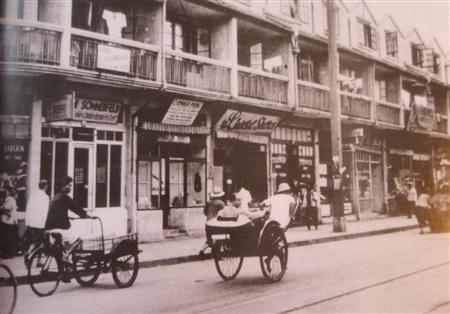
Шанхайське гето, 1943

Шанхайське гето — область в районі Хункоу в окупованому Японією Шанхаї, де були розміщені приблизно 20 000 єврейських біженців з нацистської Німеччини, Австрії, Чехословаччини, Угорщини, Румунії, Польщі та Литви до і під час Другої світової війни. Офіційно називався «Відведений район для біженців, які не мали громадянства» (яп. 無國籍難民限定地區).
Переслідування євреїв нацистами в Третьому рейху до кінця 1930-х років змушували євреїв емігрувати. Однак можливостей виїхати було мало, оскільки інші країни відмовлялися приймати єврейських біженців. Водночас на підставі Нанкінського договору в Шанхаї існувала можливість для європейців приїхати й оселитися там без отримання візи. 20-25 тисяч євреїв скористалися цією можливістю до кінця 1941 року.
15 листопада 1942 року японське військове командування під тиском Німеччини ухвалило рішення про створення єврейського гето. 18 лютого 1943 року японська влада оголосила, що іноземці будуть жити у «відведеному районі для біженців, які не мають громадянства» і вони зобов'язані переселитися туди до 15 травня.
Біженцям було відведено найбідніший і перенаселений район міста. Місцеві єврейські сім'ї та американські єврейські благодійні організації допомогли їм з житлом, їжею та одягом. Японська влада поступово посилювала обмеження для біженців, проте гето не було обнесено стіною, а китайці звідти не виселялися.

## Відомі мешканці
- Аарон Авшаломов — композитор
- Міхаель Блюменталь — директор Єврейського музею в Берліні, майбутній міністр фінансів США[6]
- Моріс Абрахам Коен — військовий і авантюрист
- Ільзе Куссель — стала в майбутньому відомою буддисткою-вчителькою